# سوختن لیتیم
سوختن لیتیم یا سوزاندن لیتیم (انگلیسی: Lithium burning) که در مواردی همجوشی لیتیم هم نامیده می‌شود، یک فرایند هسته‌ای است که در آن لیتیوم در یک ستاره تخلیه می‌شود. لیتیوم به‌طور کلی در کوتوله‌های قهوه‌ای وجود دارد و در ستاره‌های کم جرم وجود ندارد. ستارگانی که طبق تعریف باید دمای بالا (۲٫۵ × 106 K) لازم برای همجوشی هیدروژن را بدست آورند، به سرعت لیتیوم خود را تخلیه می‌کنند.

## 7Li
سوزاندن فراوان‌ترین ایزوتوپ لیتیوم، لیتیوم -۷، در اثر برخورد 7Li و تولید پروتون بریلیوم -۸ اتفاق می‌افتد که بلافاصله به دو هسته هلیوم -۴ تجزیه می‌شود. دمای لازم برای این واکنش دقیقاً زیر دمای لازم برای همجوشی هیدروژن است. پدیدهٔ همرفت در ستاره‌های کم جرم تخلیهٔ لیتیوم در کل حجم ستاره را پی‌آمدی اجتناب ناپذیر می‌کند و لیتیوم در کل حجم ستاره تخلیه می‌شود؛ بنابراین، وجود خط لیتیم در طیف نامزد کوتوله قهوه‌ای نشان دهندهٔ بارزی بر زیر ستاره بودن آن است.